# Udligenswil
Udligenswil (gsw. Udligeswil, Udligeschwil, Uedlige) – miejscowość i gmina w środkowej Szwajcarii, w kantonie Lucerna, w okręgu Luzern-Land.
Gmina została po raz pierwszy wspomniana w dokumentach w 1036 roku jako Uodelgoswilare.

## Demografia
W Udligenswil mieszka 2 391 osób. W 2021 roku 12,1% populacji gminy stanowiły osoby urodzone poza Szwajcarią.
W 2000 roku 94,8% populacji mówiło w języku niemieckim, 1,3% populacji w języku albańskim, a 1,0% w języku włoskim
Zmiany w liczbie ludności na przestrzeni lat przedstawia poniższy wykres: